# مويلي نتولي ماليسيلا
مويلي نتولي ماليسيلا (من مواليد 26 مارس 1963 - 10 فبراير 2022) هي أحد كبار موظفي الأمم المتحدة تولَّت إدارة قسم السيطرة على أمراض المناطق المدارية المهملة في مقر منظمة الصحة العالمية في جنيف، سويسرا.

## وقت مبكر من الحياة
شغل والدها جون ماليسيلا العديد من المناصب السياسية العليا في تنزانيا بما في ذلك منصب رئيس الوزراء والنائب الأول للرئيس ووزير الخارجية والممثل الدائم لدى الأمم المتحدة والمفوض السامي لدى المملكة المتحدة.

## الحياة المهنية العلمية والدولية
بعد تخرجها في علم الحيوان في جامعة دار السلام ،  انضمت إلى المعهد الوطني للبحوث الطبية (NIMR) في عام 1987 حيث عملت في مركز أماني لإجراء أبحاث حول داء الفيلاريات اللمفي. بعد ذلك واصلت تعليمها في كلية لندن للصحة والطب الاستوائي حيث أكملت درجة الماجستير (1990) والدكتوراه (1995). واصلت بحثها في NIMR بعد ذلك وأصبحت مديرة تنسيق البحوث وتعزيزها (DRCP) في عام 1998 قبل أن تنتقل لتصبح مديرة برنامج داء الفيلاريات اللمفي في عام 2000، والذي يعمل الآن في 53 مقاطعة (عدد السكان: 13 مليون شخص). في عام 2010 تم تعيينها مديرة عامة ل NIMR،  وكانت أول امرأة تشغل هذا المنصب. في يونيو 2015 ذهبت في إجازة لمتابعة تطلعاتها السياسية.
في عام 2017 انضمت إلى المكتب الإقليمي لمنظمة الصحة العالمية لأفريقيا في أبريل 2017 كمديرة في مكتب المدير الإقليمي (RD) المسؤول عن تقديم المشورة السياسية والإدارية والدبلوماسية للمكتب الإقليمي وتنسيق خطة العمل وتسهيلها لجميع الوحدات التابعة. مجموعة مكتب RD ، ورصد تنفيذ قرارات السياسة العامة للهيئات الحاكمة لمنظمة الصحة العالمية. كما قدمت الدعم لقسم البحث والتطوير بشأن التوجهات الاستراتيجية لعمل منظمة الصحة العالمية في المنطقة. في أكتوبر 2018 عينها المدير العام لمنظمة الصحة العالميةالدكتور تيدروس أدهانوم غيبريسوس مديرة إدارة مكافحة أمراض المناطق المدارية المهملة في مقر المنظمة في جنيف.

## الحياة السياسية
انضمت ماليسيلا إلى الحزب الحاكم في تنزانيا، تشاما تشا مابيندوزي (CCM)، في عام 1981 عندما كانت في كيلا كالا. في ذلك الوقت تطلبت عضوية الحزب دورة دخول حضرتها الدكتورة ماليسيلا في أبريل وبعد ذلك أصبحت عضوًا كاملاً. ترشحت للانتخابات في الانتخابات التمهيدية الرئاسية CCM ،  التي جرت في يوليو 2015 لتحديد مرشح CCM لرئاسة تنزانيا.